# Grito de Dolores

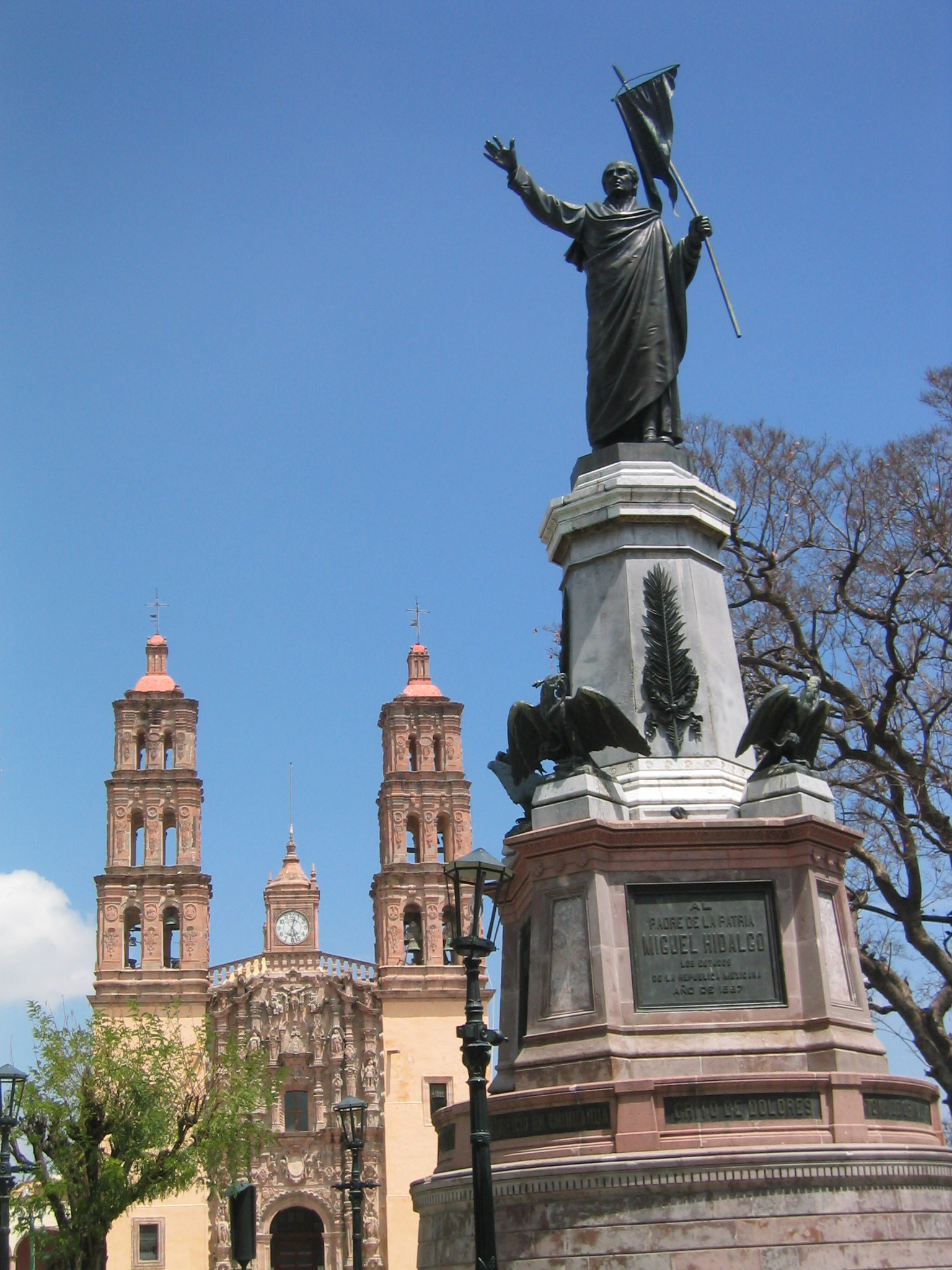
Standbeeld van Miguel Hidalgo.

De Grito de Dolores was de oproep tot onafhankelijkheid van Mexico door Miguel Hidalgo op 16 september 1810 in het dorp Dolores. De naam is een woordspeling: Grito de Dolores betekent zowel "schreeuw uit Dolores" als "pijnkreet".
Hidalgo luidde de kerkklokken om mensen bijeen te krijgen, en riep toen op tot onafhankelijkheid van Mexico, de verbanning of arrestatie van alle Spanjaarden in Mexico. Hij eindigde met "Mexicanos, viva México!" (Mexicanen, leve Mexico!)
De Mexicaanse onafhankelijkheid werd uiteindelijk verkregen in 1821. Sindsdien luidt de president van Mexico elk jaar op 15 september om 11 uur 's avonds Hidalgo's klokken (die zich tegenwoordig bevinden in Mexico-Stad), zijn woorden herhalend. Op 16 september viert Mexico tegenwoordig de nationale feestdag.